# Камер-казак

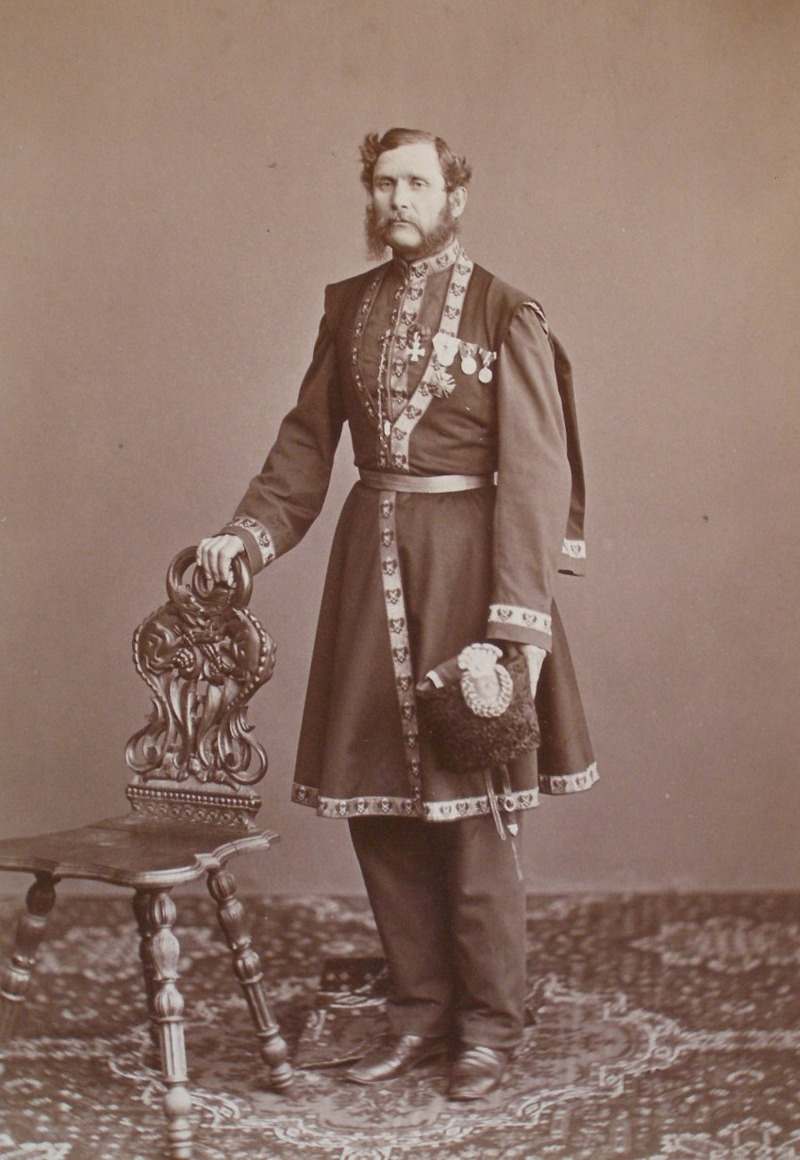
Камер-казак императрицы Марии Фёдоровны Тихон Егорович Сидоров.
Портрет в полный рост работы Карла Бергамаско, (ГЭ, до 1888 года).

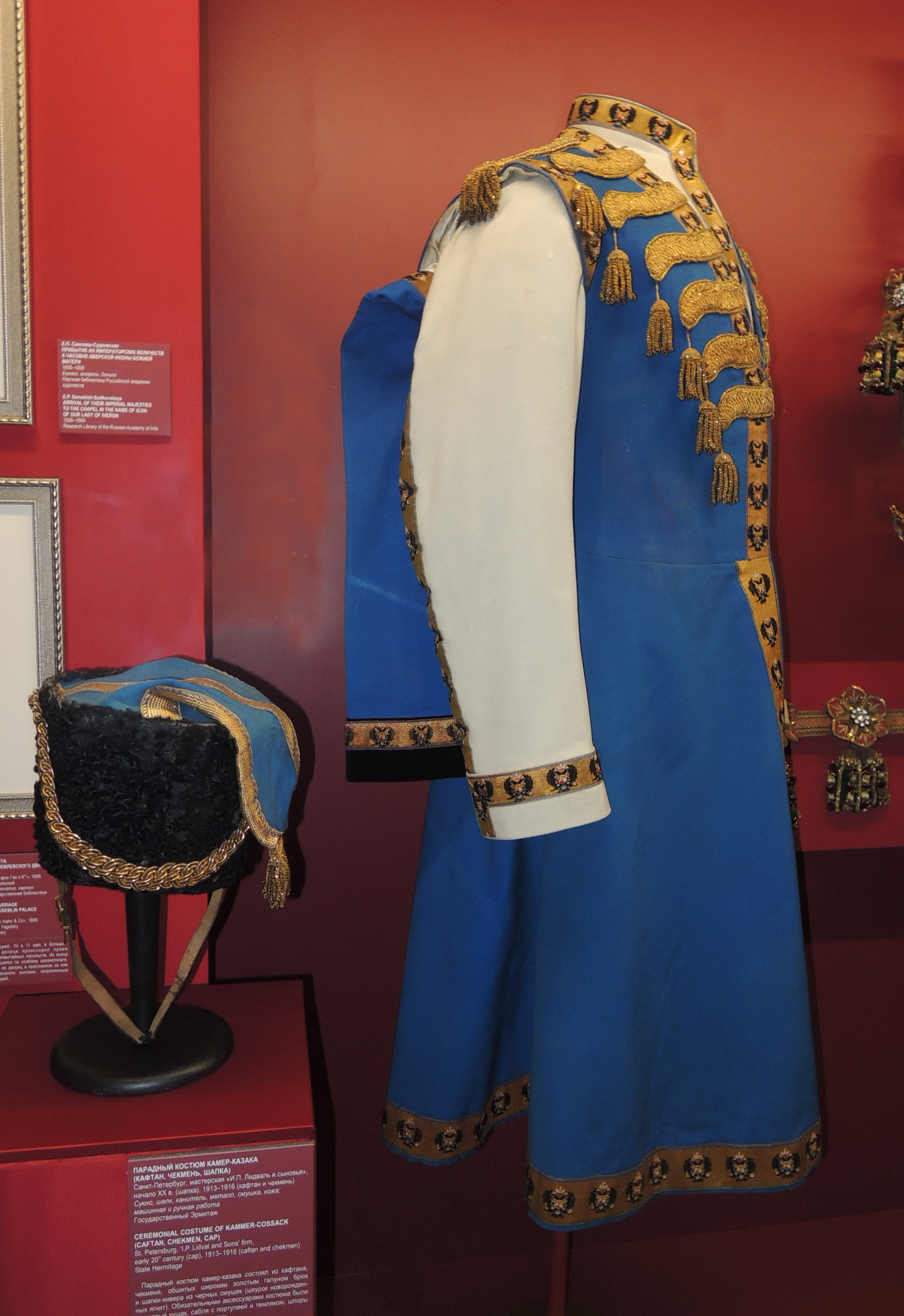
Парадный костюм камер-казака (кафтан, чекмень, шапка), ГЭ, начало XX века

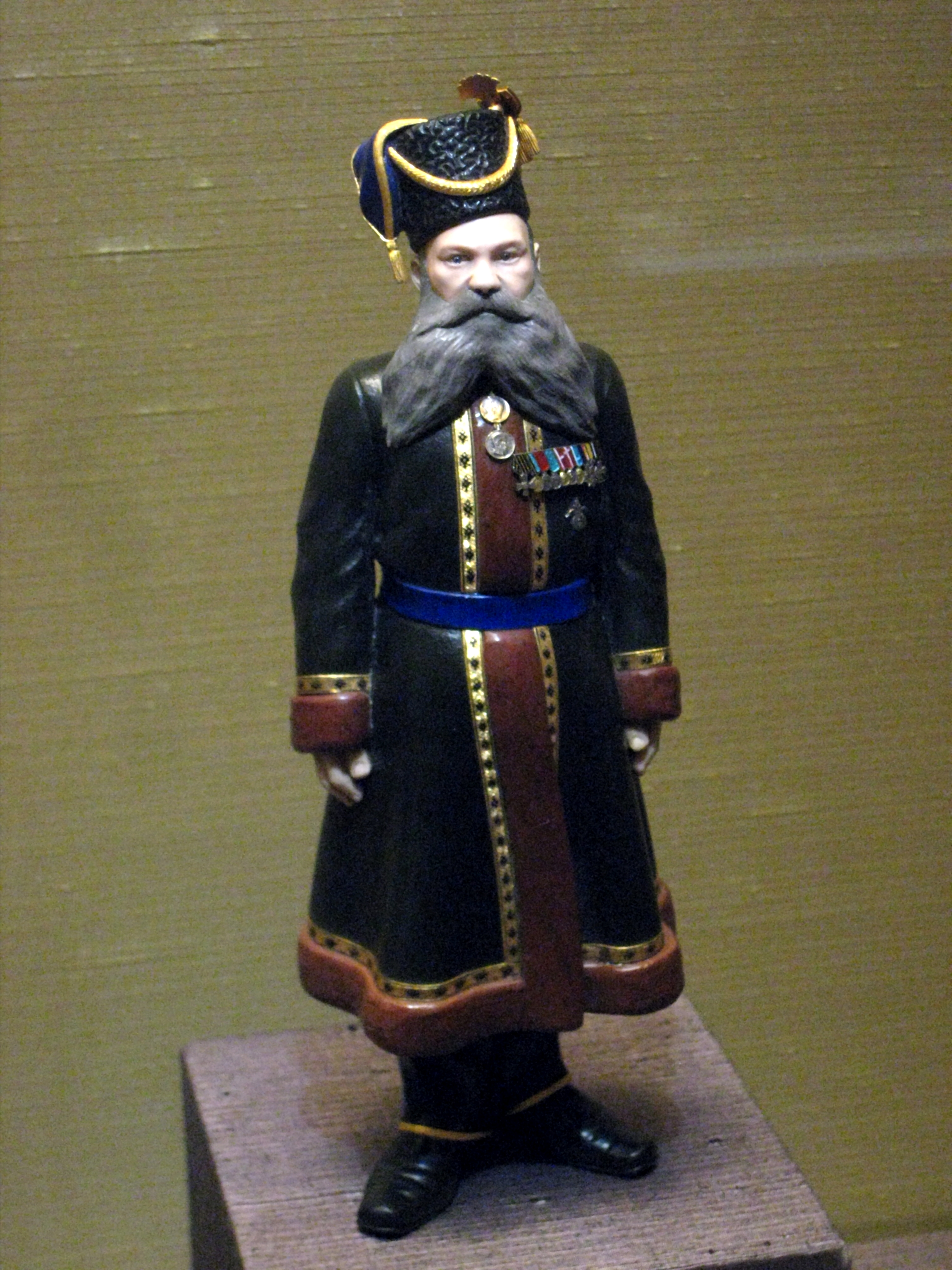
Ювелирная компания «Фаберже». Фигурка камер-казака императрицы Марии Федоровны А. А. Кудинова (1912)

Камер-казак, Камерказа́к, м. — служитель для выезда на запятках при императрице, низший придворный чин в придворном ведомстве России.
Камер-казаки относились к службе личных телохранителей императриц и вдовствующих императриц Российской империи. Иногда камер-казаки назначались к будущим императрицам (жёнам наследников-цесаревичей).

«Камер-казаки, занимавшие штатные должности в „комнатной прислуге Их Императорских Величеств“, состояли на службе исключительно у императриц и осуществляли их личную охрану»— Н. И. Тарасова

## История
Охраной первых лиц Российской империи занимались разные службы, одной из которых были камер-казаки. Они неотлучно находились рядом с охраняемым лицом. Упоминания о них встречаются в документах XVIII века. При Николае I эта должность стала штатной — это было связано с Польским восстанием 1830 года. На должность камер-казаков выбирали людей приятной внешности и высокого роста. Кандидаты, изначально набиравшиеся из терских казаков, также должны были обладать окладистой бородой. Камер-казаки одевались в специальную форму одежды: алого цвета — для камер-казаков императрицы, синего — камер-казаков вдовствующей императрицы.
Поскольку правление Николая I отличалось стабильностью, камер-казаки превратились в «служителей для выезда на запятках». В 1851 году по штату полагалось четыре камер-казака. В 1870-х годах во время политического террора камер-казаков вновь стали рассматривать как телохранителей. После событий 1 марта 1881 года вокруг императора создается сложная система квалифицированной охраны. А камер-казаков, выполнявших в основном представительские функции, отнесли к подвижному составу Гофмаршальской части. Таким образом, их уравняли с лакеями I разряда, камердинерами и гардеробскими помощниками. Во время коронации 1896 года камер-казаки ехали на запятках царских карет, вдовствующую и действующую императрицу сопровождали их личные камер-казаки.
Во время Февральской революции (переворота) камер-казаки до последнего момента сохраняли верность династии Романовых.

## Камер-казаки
Ниже представлены некоторые персоналии имевшие данный чин:
- Землин, Петр Иванович — камер-казак при комнатах императрицы Марии Федоровны.
- Кудинов, Андрей Алексеевич (1852, с. Медведицы Раздорской станицы IV военного отдела области Войска Донского — 1915) — камер-казак Марии Федоровны.
- Митиченко, Василий Карпович — камер-казак при комнатах императрицы Александры Федоровны.
- Плешаков, Дмитрий Григорьевич — камер-казак при комнатах императрицы Александры Федоровны.
- Поляков, Кирилл Иванович — с 14 февраля 1913 года при Марии Федоровне в качестве телохранителя. Вместе со вторым камер-казаком Тимофеем Ящиком, он выехал в Данию в 1919 году, где служил при императрице до самой её кончины.
- Сидоров, Тихон Егорович — камер-казак при Марии Федоровне с 1866 года до своей гибели в 1888 году.
- Ящик, Тимофей Ксенофонтович — камер-казак при Николае II с 1914 по 1916 год и с 1916 года по 1928 год при Марии Федоровне.
- и другие.